# Рейнджер (програма)

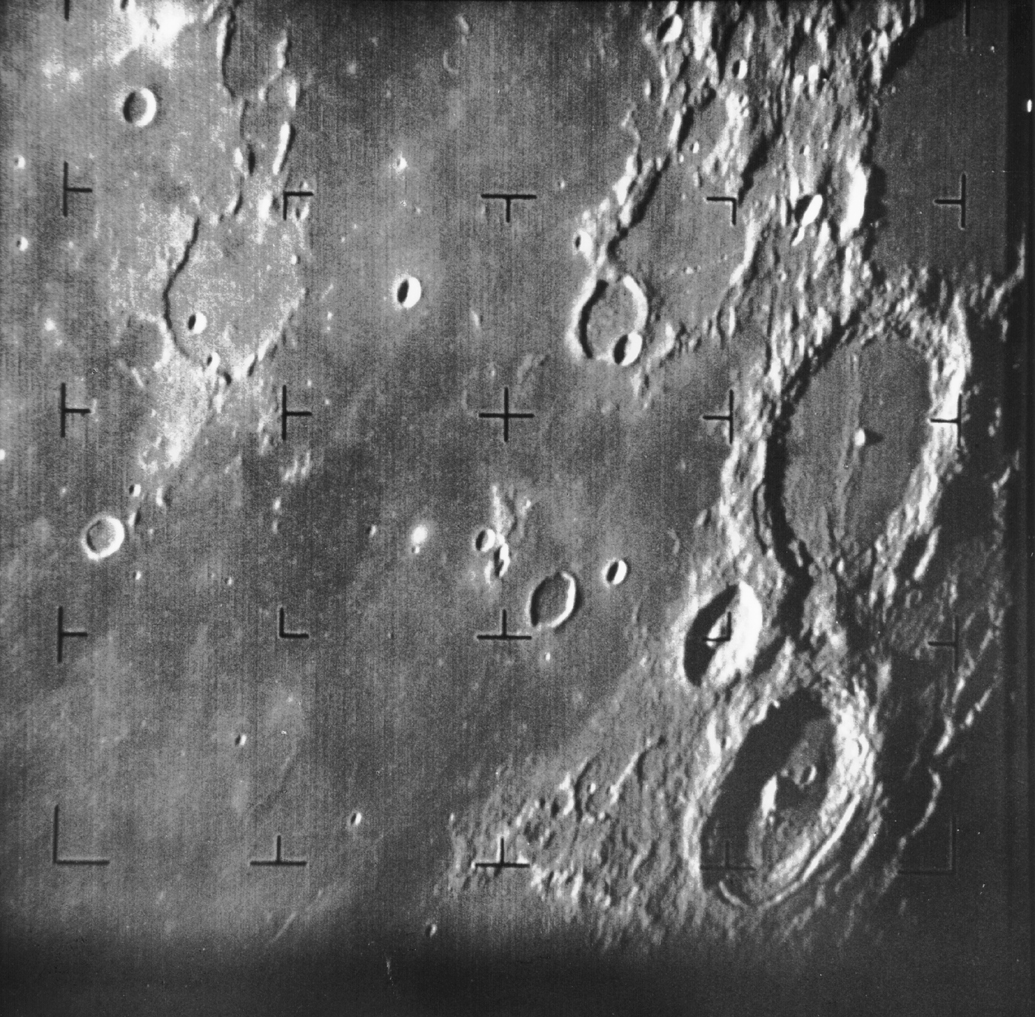
Перше зображення місяця, надіслане Рейнджером-7 28 липня 1964

Програма «Рейнджер» (англ. Ranger) — американська космічна програма, завданням якої було отримати зображення поверхні Місяця з високою роздільною здатністю до зіткнення апарата з поверхнею. З 1961 по 1965 було запущено 9 космічних апаратів, з них 3 повністю виконали завдання.

## Історія
Розробка апаратів почалась 1959.
Було створено три різні модифікації апаратів, під назвами «Блоки».
Блок 1 призначався для випробування ракети-носія Атлас-Аджена і обладнання космічного апарата. 1961 було запущено два апарата, обидва не вийшли з опорної орбіти на траєкторію польоту до Місяця і згоріли в атмосфері Землі.

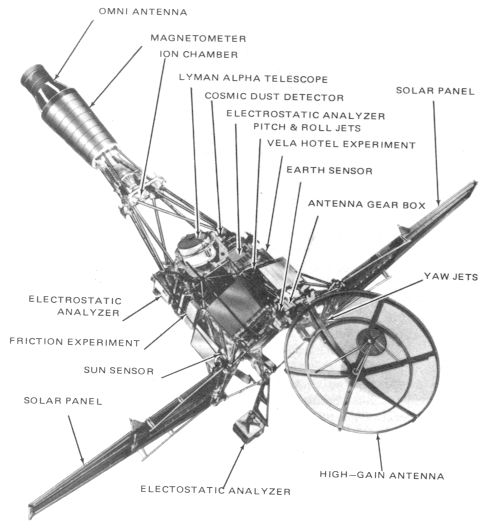
Схема космічного апарата Рейнджер-блок 1. (НАСА)

Блок 2 складався з апаратів з телекамерами, детектором радіації і сейсмометром у відокремлюваній капсулі, що уповільнювалась ракетним двигуном для м'якої посадки на Місяць. 1962 було запущено три апарати, жоден не досяг мети. Рейнджер-3 пролетів повз Місяць і вийшов на геліоцентричну орбіту. Рейнджер-4 розбився об поверхню Місяця, політ відбувався некеровано через збій живлення центрального комп'ютера. Рейнджер-5 пролетів повз Місяць і вийшов на геліоцентричну орбіту. Не було отримано жодної істотної наукової інформації від цих запусків.

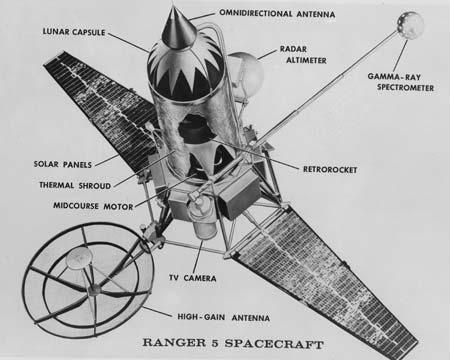
Схема космічного апарата Рейнджер-блок 2. (НАСА)

Блок 3 складався з чотирьох апаратів, запущених 1964-5. Телекамера Рейнджера-6 зіпсувалась в польоті, тому не було отримано жодного зображення. Рейнджери 7-9 передали понад 17 тисяч якісних зображень поверхні.

Схема космічного апарата Рейнджер-блок 3. (НАСА)

## Запуски
| Апарат     | Дата запуску      | Блок                                                        | Результат |
| ---------- | ----------------- | ----------------------------------------------------------- | --- |
| Рейнджер-1 | 23 серпня 1961    | Блок 1, прототип                                            | Частково успішний запуск, апарат вийшов на низьку опорну орбіту, але через збій в роботі останнього ступеня ракети-носія не вийшов на траєкторію польоту до Місяця і згорів у атмосфері 30 серпня.                                                                |
| Рейнджер-2 | 18 листопада 1961 | Блок 1, прототип                                            | Частково успішний запуск, апарат вийшов на низьку опорну орбіту, але через збій в роботі гіроскопа не вийшов на траєкторію польоту до Місяця і згорів у атмосфері 20 листопада.                                                                                   |
| Рейнджер-3 | 26 січня 1962     | Блок 2, доставка на поверхню Місяця капсули з апаратурою    | Невдалий запуск, проліт повз Місяць і вихід на геліоцентричну орбіту, де перебуває досі. |
| Рейнджер-4 | 23 квітня 1962    | Блок 2, доставка на поверхню Місяця капсули з апаратурою    | Невдалий запуск, через збій живлення центрального комп'ютера апарат не зміг розгорнути панелі сонячних батарей, тому політ відбувався некеровано. Розбився об поверхню Місяця 26 квітня. Перший американський космічний апарат, що досяг поверхні небесного тіла. |
| Рейнджер-5 | 18 жовтня 1962    | Блок 2, доставка на поверхню Місяця капсули з апаратурою    | Невдалий запуск, внаслідок збою зникло живлення, проліт повз Місяць і вийшов на геліоцентричну орбіту, де перебуває досі. |
| Рейнджер-6 | 30 січня 1964     | Блок 3, передача на Землю телевізійного зображення поверхні | Невдалий запуск, апарат був правильно зорієнтований відносно поверхні, але телекамери не працювали, тому не було отримано жодного зображення. Розбився об поверхню Місяця 2 лютого.                                                                               |
| Рейнджер-7 | 28 липня 1964     | Блок 3, передача на Землю телевізійного зображення поверхні | Успішний запуск, було отримано 4308 високоякісних зображень поверхні Місяця, останнє з відстані 0,5 м. Розбився об поверхню Місяця 31 липня 10°21′ пд. ш. 20°35′ зх. д. / 10.35° пд. ш. 20.58° зх. д. - Море Пізнане.                                             |
| Рейнджер-8 | 17 лютого 1965    | Блок 3, передача на Землю телевізійного зображення поверхні | Успішний запуск, було отримано 7137 зображень поверхні Місяця хорошої якості, останнє з відстані 1,5 м. Розбився об поверхню Місяця 20 лютого 2°40′ пн. ш. 24°39′ сх. д. / 2.67° пн. ш. 24.65° сх. д. — Море Спокою.                                              |
| Рейнджер-9 | 21 березня 1965   | Блок 3, передача на Землю телевізійного зображення поверхні | Успішний запуск, було отримано 5814 зображень, останнє з відстані 0,3 м. Розбився об поверхню Місяця 24 березня 12°50′ пд. ш. 2°22′ зх. д. / 12.83° пд. ш. 2.37° зх. д. — кратер Альфонс.                                                                         |